# Gyalideopsis wesselsii
Gyalideopsis wesselsii är en lavart som beskrevs av Lücking, Sipman & Chaves. Gyalideopsis wesselsii ingår i släktet Gyalideopsis och familjen Gomphillaceae.   Inga underarter finns listade i Catalogue of Life.